# Francesc Gilet Girart
Francisco Gilet Girart és un advocat i polític mallorquí, diputat al Parlament de les Illes Balears i al Congrés dels Diputats.

## Trajectòria política
Llicenciat en Dret, actualment exerceix com a advocat a Palma. Militant del Partit Popular a les Illes Balears, fou elegit diputat a les eleccions al Parlament de les Illes Balears de 1983, 1987 i 1991, escó que abandonà el 1993 en ser elegit diputat per Mallorca a les eleccions generals espanyoles de 1993. Ha estat president de la Comissió de Règim de les Administracions Públiques del Congrés dels Diputats.
Ha estat conseller de Cultura, Educació i Esports del Govern Balear de 1983 a 1987 i conseller adjunt a la Presidència de les Illes Balears de 1987 a 1993.